# Monastère de la Visitation de La Flèche
Pour les articles homonymes, voir Monastère de la Visitation (homonymie).
Le monastère de la Visitation  est un bâtiment du XVIIe siècle situé à La Flèche, dans le département de la Sarthe. Il fait l'objet d'une inscription aux monuments historiques depuis le 19 décembre 1985.

## Localisation
Le monastère de la Visitation est situé dans le département français de la Sarthe, sur le territoire de la commune de La Flèche.

## Historique
L'ordre de la Visitation a été fondé en 1610 par François de Sales et Jeanne Françoise de Chantal. En 1646, le marquis Gabriel du Puy du Fou, comte de Champagne et prince de Pescheseul, résidant en son château de Pescheseul sur la commune d’Avoise, décide la construction d'un couvent pour les visitandines à La Flèche. En mars 1646, six visitandines du couvent de Nantes arrivent à La Flèche, dont la sœur du marquis, Marie Angélique, nommée supérieure. La construction du couvent débute en 1650 et est confiée à Charles Cesvet, architecte originaire du Lude. Les visitandines prennent possession des lieux en septembre 1651. La construction du couvent se poursuit, et n'est achevée qu'en 1680 avec l'élévation des ailes ouest et nord du cloître par l'architecte Pierre Ricossé de la Brière.[réf. nécessaire]
Les visitandines sont chassées du couvent le 30 septembre 1792. En 1802, la municipalité décide de transférer l'Hôtel-Dieu qui était situé à proximité de l'église Saint-Thomas dans les locaux vides du couvent. La gestion de l'Hôtel-Dieu est confiée aux hospitalières de Saint-Joseph, congrégation religieuse fondée en 1636 par le Fléchois Jérôme Le Royer de La Dauversière. En 1837, les hospitalières font élever une nouvelle chapelle dans l'aile ouest du cloître, dont la construction est confiée à l'architecte Urbain Lemoine.
L'édifice est inscrit au titre des monuments historiques en 1985.